# Régiment de Lyonnais
Le régiment de Lyonnais, également appelé régiment de Lyonnois, est un régiment d’infanterie du royaume de France créé en 1616, devenu à la Révolution le 27e régiment d'infanterie de ligne.

## Création et différentes dénominations
- 13 novembre 1616 : création du régiment de Villeroy, levé par brevet[1] délivré par Louis XIII
- août 1631 : renommé régiment d'Alincourt
- 15 septembre 1635 : prend le nom de régiment de Lyonnais
- 1er janvier 1791 : À la Révolution, tous les régiments prennent un nom composé du nom de leur arme avec un numéro d’ordre donné selon leur ancienneté. Le régiment de Lyonnais devient le 27e régiment d'infanterie de ligne (ci-devant Lyonnais).

## Mestres de camp et colonels
- 13 novembre 1616 : Nicolas de Neufville, marquis de Villeroy, maréchal de camp le 13 août 1624, à nouveau mestre de camp du régiment à la mort de son frère en 1639
- août 1631 : Charles de Neufville, chevalier d'Alincourt, frère du précédent, † 16 août 1639
- 16 août 1639 : Nicolas de Neufville de Villeroy, marquis de Villeroy, mestre de camp, lieutenant général le 7 mai 1643, colonel le 28 juillet 1661, maréchal de France le 20 octobre 1646, † 28 novembre 1685
- 18 janvier 1664 : François de Neufville, duc de Villeroy, fils du précédent, brigadier le 15 avril 1672, maréchal de camp le 13 février 1674, lieutenant général le 25 février 1677, maréchal de France le 27 mars 1693, † 18 juillet 1730
- 28 mars 1683 : Louis Nicolas de Neufville, marquis d’Alincourt, fils du précédent
- 25 février 1714 : François Louis de Neufville, marquis de Villeroy
- 25 novembre 1734 : Jacques Bertrand de Scepeaux, marquis de Beaupréau
- 1er décembre 1745 : Hyacinthe Gaëtan, comte de Lannion
- 1er février 1749 : Gabriel Louis François de Neufville, marquis de Villeroy
- 5 juin 1763 : Anne-Joachim de Montaigut, marquis de Bouzols
- 24 avril 1782 : Alexis Paul Michel Le Veneur, vicomte de Tillières
- 10 mars 1788 : Philippe André François, comte de Montesquiou-Fezenzac
- 5 février 1792 : Jean-Baptiste Chauvet d’Allons
- 22 juillet 1792 : Gaspard Vincent Félix Gioacomoni
- 29 juillet 1792 : Hyacinthe Étienne Antoine Claude Alexandre de Rossi
- 23 novembre 1792 : Constantin Joseph Dumortier, † 19 novembre 1793

## Campagnes et batailles

### Régiment de Villeroy
- Rébellions huguenotes
  - 1621 : siège de Montauban

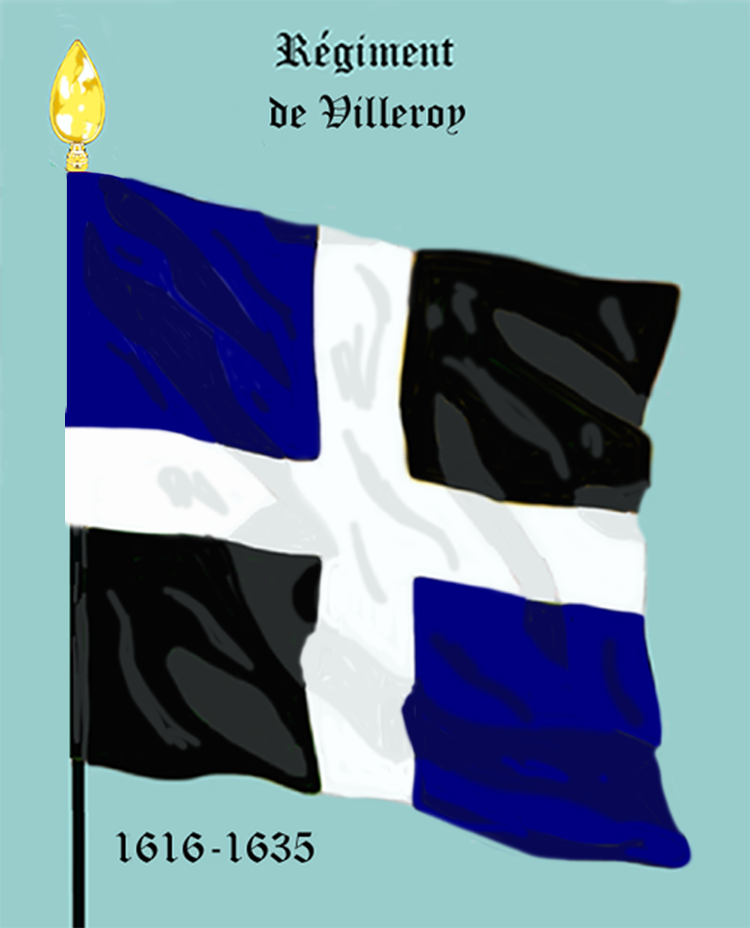
régiment de Villeroy de 1616 à 1631[2].

### Régiment d'Alincourt
En 1632, le régiment a ses quartiers à Lyon. Quand éclate la révolte du duc de Montmorency, il se rend dans le Vivarais et contribue à étouffer l’insurrection organisée par le baron de Lestranges, en s’emparant du château de Tournon.
Le 15 septembre 1635 le régiment obtient le drapeau blanc et prend le nom de régiment de Lyonnais

### Régiment de Lyonnais

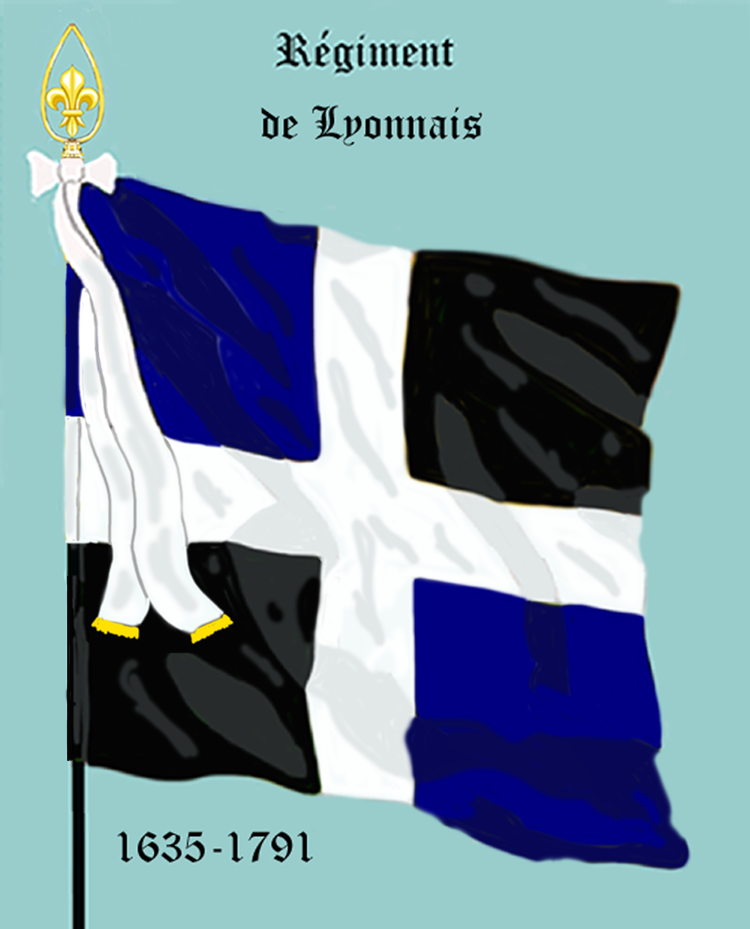
régiment de Lyonnais de 1635 à 1791

En 1639 il est renforcé par l'incorporation du régiment d'Alincourt (1639-1639)
Le 6 avril 1672, Louis XIV déclare la guerre à la Hollande. Le régiment de Lyonnais part pour la Hollande avec le prince de Condé. Il se trouve à la prise de Wesel et d’Emmerik, au passage du Rhin et à la prise du fort de Nimègue. Pendant l’hiver, il suit Luxembourg en Hollande et participe à la prise et à la destruction de Bodegrave, Swallerdam et Niewerbrüg. En 1673, il combat sous Turenne en Allemagne et se fait remarquer à la prise d’Unna. Au mois de décembre, il rallie Anne-Jules de Noailles, comte d’Ayen, sur la frontière de Franche-Comté et participe à la prise de Pesmes le 14 février 1674 ; le 25 février, il ouvre la tranchée devant Gray, qui capitule à l’instant, malgré une garnison de 1 600 hommes d’infanterie, 400 maîtres et 600 dragons. Lyonnais contribue à la prise de Vesoul et de Lons-le-Saulnier, enlevés avec la même rapidité. Le régiment est employé à l’investissement de Besançon et repousse une sortie le 30 mars. Le 6 mai, il ouvre la tranchée avec les Gardes au pied de la montagne de Chaudane. En juillet, Lyonnais fait le siège de Salins où son  major, M. de Valonges, est tué à l’attaque du fort Sainte-Anne.
L’année 1688 est le commencement de la guerre de la Ligue d'Augsbourg.

Lyonnais arrive sur le Rhin à l’armée du Dauphin et fait les sièges de Philippsbourg, Manheim et Frankenthal. Il passe l’hiver à Landau dont il répare les fortifications, fait la campagne de 1689 d’abord sous le maréchal de Duras, puis prend part à la défense de Mayence sous le marquis d’Huxelles. Le régiment fait encore les deux campagnes suivantes en Allemagne. En 1692, ses 2 bataillons sont appelés en Flandre pour le siège de Namur. Plus tard, son arrivée sur le champ de bataille de Steenkerque, à la pointe du bois de Triou, décide l’ennemi à la retraite et contribue à la victoire. Lyonnais fait encore la campagne de 1693 en Flandre et combat à Neerwinden. Il est au siège de Charleroi en septembre et se couvre de gloire à l’attaque de l’ouvrage à cornes et de la demi-lune de droite le 5 octobre.
Au siège de Dixmude, en 1695, il ouvre la tranchée le 27 juillet et avance assez pour faire battre la chamade le lendemain au général Hellemberg, qui avait plus de 4 000 hommes de garnison ; le prince d’Orange lui fera couper la tête. Lyonnais se trouve encore cette année à la prise de Deynse et au bombardement de Bruxelles. Il achève la guerre sur cette frontière et fait partie du camp de Compiègne en 1698.
Au début de la guerre de Succession d’Espagne, le régiment est partagé entre les armées de Flandre et du Rhin. Le bataillon de l’armée du Rhin passe en Italie en août 1701 et participe à la bataille de Chiari.
L’autre bataillon arrive en Italie en janvier 1702, et tous les deux se trouvent au combat de Santa Vittoria, à la bataille de Luzzara, à la prise de cette place et de Borgoforte. En décembre, le régiment est à la prise de Bondanella, un important poste sur le Pô.
En 1703, sous le duc de Vendôme le régiment est aux combats de Stradella, de Castelnuovo de Bormia et à la prise de Nago, d’Arco et d’Asti. En 1704, il fait les sièges de Verceil et d’Yvrée et commence celui de Verrue.
Le Lyonnais participe à la grande attaque de cette place le 1er mars 1705, et prend part cette même année au siège de Chivasso et à la bataille de Cassano.
En 1706, il combat à Calcinato et à la bataille de Turin.
En 1707, le régiment sert à la défense d’Antibes et de Toulon.
Envoyé en Flandre, Lyonnais est au combat d’Audenarde (1708), à la bataille de Malplaquet (1709), au combat d’Arleux (1711) et à la bataille de Denain (1712).
En 1713, le régiment fait le siège de Landau, contribue à la prise de Fribourg après la défaite des troupes du général Vaubonne devant cette place.
Le 14 février 1714, il est renforcé par l'incorporation du régiment de Mornac et le 13 décembre 1714 il est renforcé par l'incorporation du régiment de Charolais.

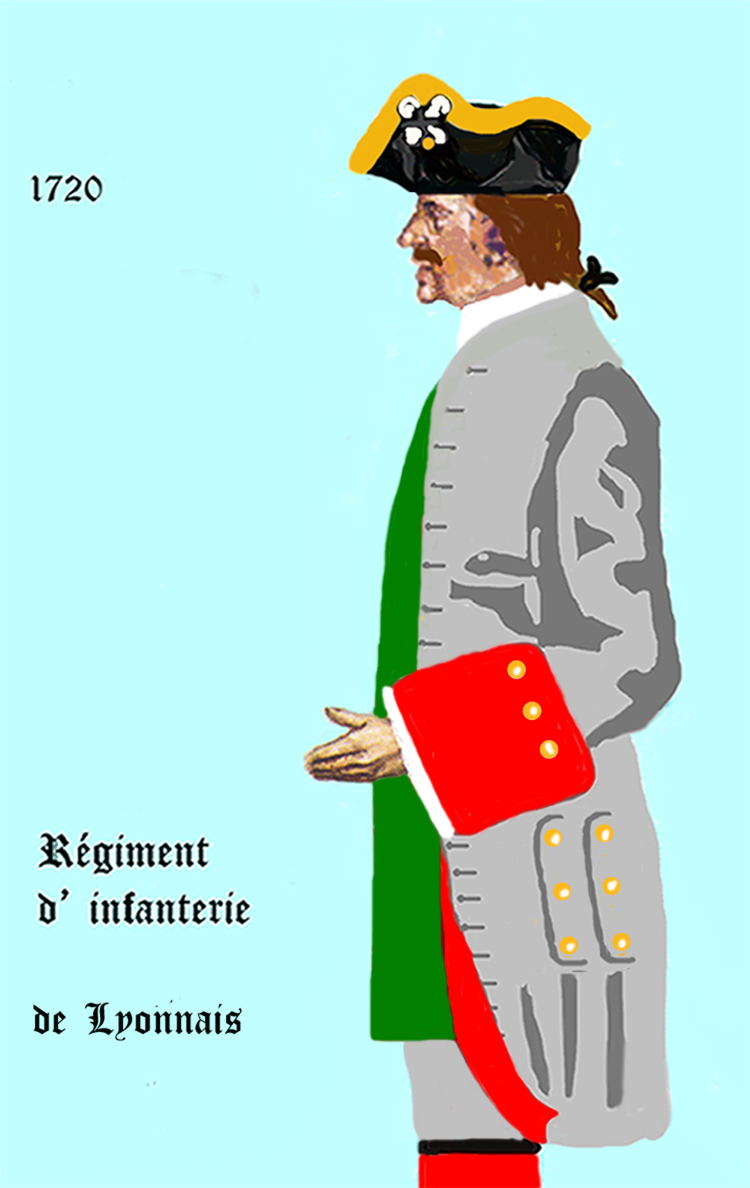
régiment de Lyonnais de 1720 à 1734
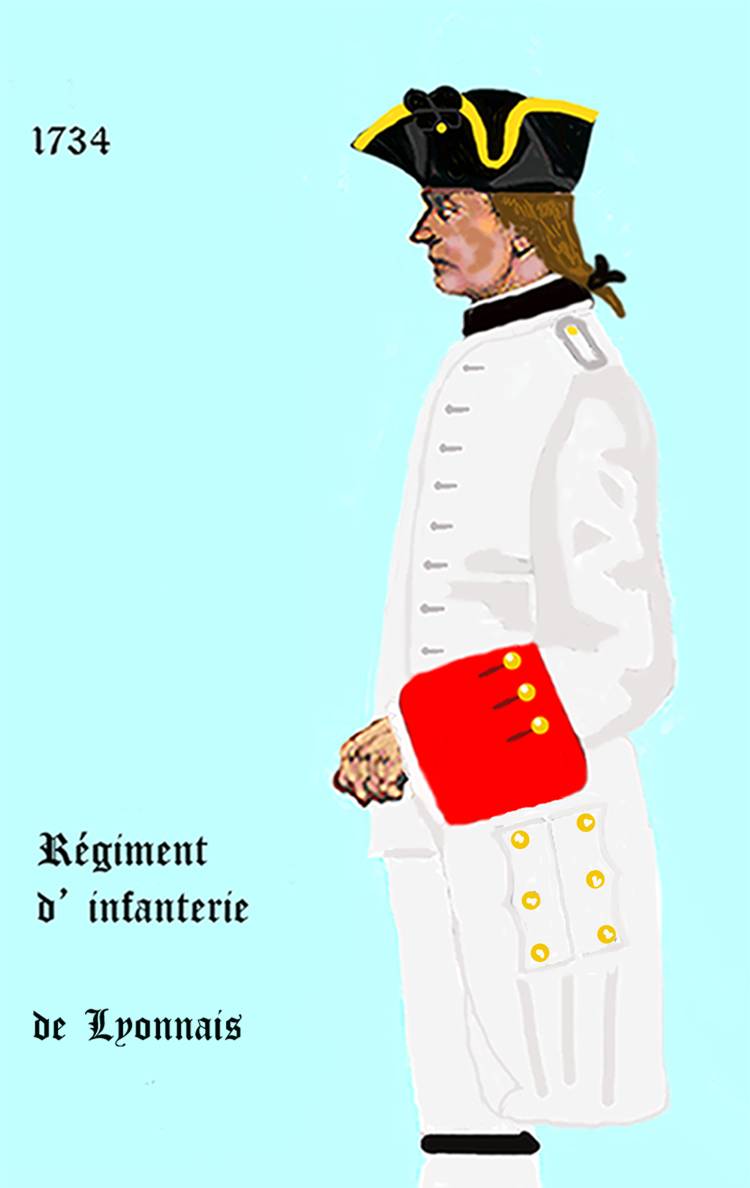
régiment de Lyonnais de 1734 à 1762

Le régiment se trouve au camp d'Aimeries-sur-Sambre en 1732
Au début de la guerre de Succession d’Autriche, le Lyonnais se rend à Sedan pour se joindre à la 1re division du corps d’armée du maréchal de Maillebois et part pour la Westphalie le 28 août 1741. Retiré à Dingolfing, sur l’Isar, la ville est attaquée le 17 avril 1743 par l’avant-garde autrichienne du général Daun. Elle est repoussée par le lieutenant-général Nicolas Léon Phelippes de La Houssaye avec ses 14 bataillons. L’armée autrichienne renouvelle son attaque le 17 mai alors que la place n’est défendue que par un détachement des différents corps. Le régiment de Lyonnais est sérieusement engagé avec la perte de 17 officiers dont le capitaine de Monchevreuil. Après cette affaire, les troupes françaises rentrent en France et le régiment est cantonné à Rheinau et Neufbrisach.

Fin août, il passe en Franche-Comté, puis se rend à la frontière du Piémont où le prince de Conti rassemble son armée. Les opérations de la campagne commencent en avril 1744 et le régiment se trouve à l’attaque des retranchement du mont Alban, à la prise de Villefranche et du mont Alban, au passage de vive force de la vallée de la Stura, à la prise de Château-Dauphin et au siège de Démont.
Lyonnais se distingue au siège de Coni et à la bataille de la Madonne de l'Olmo le 30 septembre 1744. À l’automne, le régiment prend ses quartiers à Barcelonnette et y reste la plus grande partie de
l’année 1745. Il franchit les monts en novembre pour aller au siège d’Asti. Un bataillon, mis en garnison dans cette place, y est fait prisonnier de guerre le 14 mars 1746. Échangé peu après, il rejoint l’autre bataillon à Antibes et contribue à la défense de la Provence.
En 1755, le régiment est au camp d’Aimeries-sur-Sambre, puis se rend à Valenciennes qu’il quitte
pour Rouen au printemps de 1756. Il passe l’hiver à Strasbourg.
En 1757, il fait partie de l’armée d’Allemagne et se trouve à la bataille d’Haastembeck, à la prise de Hameln, de Minden et de Hanover. Après la violation de la convention de Closterseven, il quitte le camp d’Halberstadt, marche sur Zell et combat le 25 décembre lors du passage de l’Aller. Mis en garnison à Minden, il y est attaqué et contraint, 14 mars 1758, à se rendre prisonnier de guerre avec le lieutenant-colonel de Bruslard. Indignés par cette capitulation, 1 500 soldats se nomment un général, le caporal de grenadiers La Jeunesse du régiment de Lyonnais, et sortent brusquement de la place, en culbutant deux postes ennemis, et réussissent à gagner la campagne. Les soldats restés prisonniers sont bientôt échangés et le régiment se rétablit peu à peu les années suivantes, étant attaché à la garde des côtes.

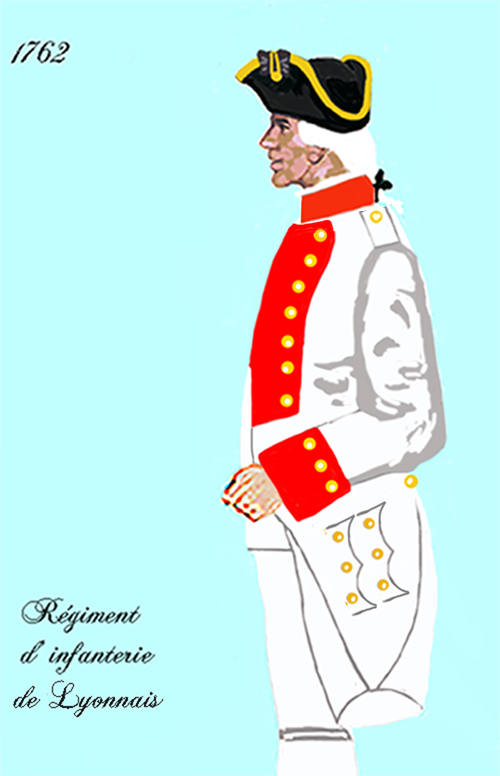
régiment de Lyonnais de 1762 à 1776
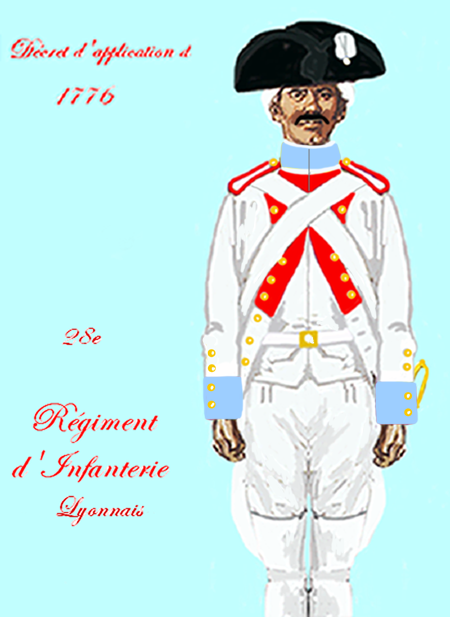
régiment de Lyonnais de 1776 à 1779
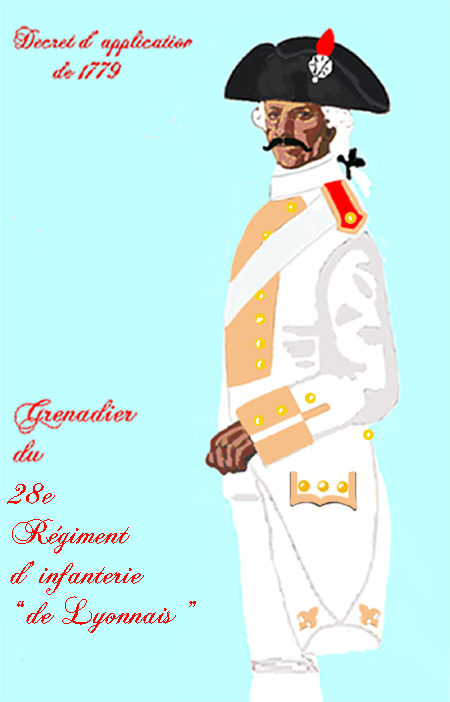
régiment de Lyonnais de 1779 à 1791

Lors de la réorganisation des corps d'infanterie français de 1762, le régiment de Lyonnais est mis à quatre bataillons par l'incorporation du régiment de Nice.
L'ordonnance arrête également l'habillement et l'équipement du régiment comme suit :
Habit, veste et culotte blancs, parements, revers et collet rouges, doubles poches en long  garnies chacune de trois boutons, autant sur la manche, cinq au revers et quatre en dessous : boutons jaunes avec le no 15. Chapeau bordé d'or.
Le 26 avril 1775, le régiment est dédoublé, ses 2e et 4e bataillons forment le régiment de Maine.
Le 18 octobre 1781, le régiment de Lyonnais embarque à Toulon avec les régiments d’infanterie de Bretagne, de Bouillon, et Royal-Suédois et un détachement du régiment d’artillerie de Strasbourg à destination de l’Île de Minorque. Ces troupes, commandées par le lieutenant-général baron de Falkenheim, venaient renforcer les troupes franco-espagnoles du duc de Crillon qui investissaient le fort Saint-Philippe de Mahon depuis 1780. La place, commandée par le général anglais Murray capitula le 4 février 1782.

Après la prise de Minorque, les troupes du duc de Crillon, dont le régiment de Lyonnais, prennent la direction du siège de Gibraltar investi depuis dix-huit mois. Malgré l’insuccès des opérations, le blocus depuis la terre continua jusqu’à la paix et le régiment de Lyonnais demeura ce temps au camp de Saint-Roch.

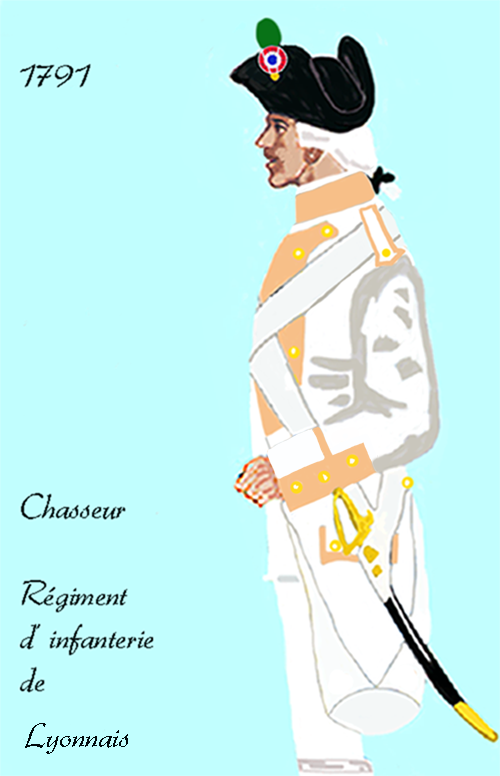
27e régiment d’infanterie de ligne de 1791 à 1794

Le 1er janvier 1791 lors de la Révolution, tous les régiments prennent un nom composé du nom de leur arme avec un numéro d’ordre donné selon leur ancienneté. Le régiment de Lyonnais devient le 27e régiment d'infanterie de ligne (ci-devant Lyonnais).

## Personnalités
- Jean Florimond Gougelot, alors fusilier.
- Camille-Charles Le Clerc de Fresne, alors officier.